# Earl of Wharncliffe

Wappen der Earls of Wharncliffe

Earl of Wharncliffe, in the West Riding of the County of York, ist ein erblicher britischer Adelstitel in der Peerage of the United Kingdom.

## Verleihung und nachgeordnete Titel
Am 15. Januar 1876 wurde der Titel für den Industriellen und Politiker Edward Montagu-Granville-Stuart-Wortley, 3. Baron Wharncliffe, geschaffen, zusammen mit dem nachgeordneten Titel Viscount Carlton, of Carlton in the West Riding of the County of York. Beide Titel wurden mit dem besonderen Zusatz verliehen, dass sie in Ermangelung männlicher Nachkommen auch an dessen jüngeren Bruder Francis und dessen Nachkommen vererbbar seien. Bereits 1855 hatte er von seinem Vater den Titel Baron Wharncliffe, of Wortley in the County of York, geerbt, der am 12. Juli 1826 seinem Großvater James Stuart-Wortley verliehen worden war. 1880 änderte er seinen Nachnamen in Montagu-Stuart-Wortley-Mackenzie. Bei seinem Tod 1899 fiel der Titel gemäß dem besonderen Zusatz an seinen Neffen als 2. Earl.
Historischer Familiensitz der Barone und Earls war bis ca. 1940 Wortley Hall bei Barnsley in South Yorkshire.

## Liste der Barone und Earls of Wharncliffe

### Barons Wharncliffe (1826)
- James Stuart-Wortley, 1. Baron Wharncliffe (1776–1845)
- John Stuart-Wortley-Mackenzie, 2. Baron Wharncliffe (1801–1855)
- Edward Montagu-Stuart-Wortley-Mackenzie, 3. Baron Wharncliffe (1827–1899) (1876 zum Earl of Wharncliffe erhoben)

### Earls of Wharncliffe (1876)
- Edward Montagu-Stuart-Wortley-Mackenzie, 1. Earl of Wharncliffe (1827–1899)
- Francis Montagu-Stuart-Wortley-Mackenzie, 2. Earl of Wharncliffe (1856–1926)
- Archibald Montagu-Stuart-Wortley-Mackenzie, 3. Earl of Wharncliffe (1892–1953)
- Alan Montagu-Stuart-Wortley-Mackenzie, 4. Earl of Wharncliffe (1935–1987)
- Richard Montagu-Stuart-Wortley, 5. Earl of Wharncliffe (* 1953)

Voraussichtlicher Titelerbe (Heir apparent) ist der Sohn des aktuellen Titelinhabers Reed Montagu-Stuart-Wortley, Viscount Carlton (* 1980).